# Ah Dieu ! que la guerre est jolie
Pour plus de détails, voir Fiche technique et Distribution.
Ah Dieu ! que la guerre est jolie (Oh! What a Lovely War) est un film musical britannique réalisé par Richard Attenborough et sorti en 1969 et adapté de la comédie musicale homonyme de Joan Littlewood (1963).
Ah Dieu ! que la guerre est jolie résume et commente le déroulement de la Première Guerre mondiale en s'appuyant sur des chansons et airs de musiques d’époque. Plusieurs de ces chansons remontant au XIXe siècle, les paroles en ont été changées de façon sarcastique par les soldats du front. La comédie musicale s'inspire de l'ouvrage d'histoire de la Première Guerre mondiale The Donkeys (1961), d'Alan Clark, très critique envers les officiers ayant gaspillé les vies de leurs hommes.
Le film est ponctué d’allégories montrant le jeu des forces politiques et sociales à l'œuvre dans la tragédie qui se joue : la jetée de Brighton représente la Première Guerre mondiale, avec le public qui se presse au portillon, et le général Haig en guichetier. Les protagonistes sont les membres de la famille Smith, représentative de la classe ouvrière et de la petite bourgeoisie de la nation.
Le scénario suit le destin de plusieurs jeunes hommes de cette famille, Jack (Paul Shelley), Freddy (Malcolm McFee), Harry (Colin Farrell) et George (Maurice Roëves), et leur quotidien dans les tranchées.

## Synopsis
En 1914, tandis que plusieurs têtes couronnées et chef d'état européens se réunissent pour une photo de famille, le comte et ministre autrichien  Berchtold menace de déclarer la guerre à la Serbie mais il est alors la cible de vives critiques. Tout le monde souhaite éviter la guerre mais lorsque l'appareil photo finit par exploser tuant sur le coup le duc d'Autriche, la méfiance et les accusations vont bon train. Chacun ne pense plus qu'à attaquer son voisin en premier. Alors que la guerre débute, des chants et des plaisanteries vont maintenir au beau fixe le moral des différentes troupes qui vont s'affronter sous le commandement d'officiers incompétents.

## Fiche technique
- Titre original : Oh ! What a Lovely War
- Titre français : Ah Dieu ! que la guerre est jolie ; Oh ! que la guerre est jolie (titre secondaire)
- Réalisation : Richard Attenborough
- Scénario : Len Deighton, d'après la comédie musicale de Joan Littlewood et la pièce radiophonique de Charles Chilton, The Long Long Trail (1962)
- Musique, arrangements et direction : Alfred Ralston, d'après des chansons traditionnelles
- Direction artistique : Harry White
- Décors : Donald M. Ashton
- Costumes : Anthony Mendleson
- Photographie : Gerry Turpin
- Cadrage : Ron Taylor
- Montage : Kevin Connor
- Son : Don Challis
- Chorégraphie : Eleanor Fazan
- Production : Richard Attenborough et Brian Duffy
- Sociétés de production : Accord Productions
- Sociétés de distribution : Paramount Pictures
- Pays de production :  Royaume-Uni
- Langue : anglais
- Format : couleur – 35 mm – 2,35:1 (Cinémascope) – mono
- Durée : 144 minutes
- Genre : Film musical, comédie, guerre
- Dates de sortie :
  - Royaume-Uni : 10 mars 1969
  - France : 28 novembre 1969

## Distribution
- Wendy Allnutt : Flo Smith
- Colin Farrell : Harry Smith
- Malcolm McFee : Freddie Smith
- John Rae : Grandpa Smith
- Corin Redgrave : Bertie Smith
- Maurice Roëves: George Smith
- Paul Shelley : Jack Smith
- Kim Smith : Dickie Smith
- Angela Thorne : Betty Smith
- Mary Wimbush : Mary Smith
- Vincent Ball : le soldat australien
- Pia Colombo : la chanteuse de caf'conc'
- Paul Daneman : le tsar Nicolas II
- Christian Doermer : Fritz
- Robert Flemyng : l'officier Gassed Trench
- Ian Holm : Raymond Poincaré
- David Lodge : le sergent recruteur
- Joe Melia : le photographe
- Guy Middleton : le général William Robertson
- Natasha Parry : Lady Robertson
- Juliet Mills : Infirmière
- Nanette Newman : Infirmière
- Cecil Parker : Sir John
- Gerald Sim : Chaplain
- Thorley Walters : l'officier au bal
- Dirk Bogarde : Stephen
- Phyllis Calvert : Lady Haig
- Jean-Pierre Cassel : le colonel français
- John Clements (en) : le général von Moltke
- John Gielgud : le comte Leopold Von Berchtold
- Jack Hawkins : l'empereur François-Joseph
- Kenneth More : l'empereur Guillaume II
- Laurence Olivier : le Field Marshal John French
- Isabel Dean : Lady French
- Michael Redgrave : le général Henry Wilson
- Vanessa Redgrave : Sylvia Pankhurst
- Ralph Richardson : Sir Edward Grey
- Meriel Forbes : Lady Grey
- Maggie Smith : la vedette de music-hall
- Susannah York : Eleanor
- John Mills : le Field marshal Douglas Haig
- Christine Noonan : Mill Girl (non créditée)

## Autour du film
- Le cinéaste et acteur Richard Attenborough s'est assuré pour cette « charge » antimilitariste le concours des plus grands acteurs britanniques, tels John Gielgud, Laurence Olivier, Michael Redgrave, Vanessa Redgrave, Dirk Bogarde, Ralph Richardson ou Maggie Smith, parfois pour une simple apparition.
- Le titre du film s'inspire de la chanson de music-hall Oh! It's a Lovely War que l'on entend dans le film aux côtés d'autres nombreuses chansons de la période de la Première Guerre mondiale dont It's a Long Way to Tipperary et est également le vers le plus célèbre du poète Guillaume Apollinaire (1880-1918).

Ah ! Dieu que la guerre est jolie

Avec ses chants ses longs loisirs

…
— Apollinaire, Calligrammes, L'Adieu du cavalier

## Accueil
Le film a eu un grand succès et est devenu l'expression classique d'une interprétation antimilitariste de la Première Guerre mondiale. En effet, le film souligne l'indifférence des élites devant le massacre des citoyens ordinaires, et suggère que les objectifs de guerre auront été le profit et la domination coloniale.
Il a été très critiqué depuis 20 ans par une nouvelle génération d'historiens conservateurs tel que Gary Sheffield.